# FNSS Pars
FNSS Pars е турска бронирана бойна машина. Тя се произвежда в различни разновидности според предназначението, в конфигурации 4х4, 6х6, 8х8 и 10х10 и с различно въоръжение (или без такова). Машината не е приета на въоръжение в нито една армия, но въоръжените сили на Малайзия са проявявали интерес към нея. Турската армия разполага с 52 FNSS Pars. Машината е високопроходима и добре въоръжена в базовия си вариант (автоматично 20 мм оръдие и 7,62 мм картечница), но е слабо бронирана (до 7,62 мм броня) и голяма – висока е 2,17 м, дълга е 7,96 м (в конф. 8х8) и широка 2,7. Тежи до 24,5 тона и е захранвана от дизелов двигател с мощност 600 к.с. Може да превозва до 12 войници и развива скорост до 100 км/ч.